# Swartz (Luisiana)
Swartz é uma Região censo-designada localizada no estado americano de Luisiana, na Paróquia de Ouachita.

## Demografia
Segundo o censo americano de 2000, a sua população era de 4 247 habitantes.

## Geografia
De acordo com o United States Census Bureau tem uma área de 34,9 km², dos quais 34,9 km² cobertos por terra e 0,0 km² cobertos por água. Swartz localiza-se a aproximadamente 30 m acima do nível do mar.

## Localidades na vizinhança
O diagrama seguinte representa as localidades num raio de 20 km ao redor de Swartz.